# Dalla tua parte (Francesco Gabbani)
| Recensione | Giudizio |
| ---------- | -------- |
| Newsic     | 6/10     |
| Rockol     | 7,5/10   |

Dalla tua parte è il sesto album in studio del cantautore italiano Francesco Gabbani, pubblicato il 21 febbraio 2025 con doppia etichetta 432 e BMG Rights Management.
L'album contiene il brano Viva la vita, con cui il cantautore ha gareggiato al 75º Festival di Sanremo, classificandosi all'ottavo posto al termine della manifestazione.

## Descrizione
Il progetto discografico si compone di dieci tracce scritte dallo stesso Francesco Gabbani con la collaborazione di autori e produttori, tra cui Alessandro Bavo, Davide Simonetta, in arte d.whale, Francesco Catitti, in arte Katoo, Marco Paganelli e Marco Sonzini e i Room9.

## Promozione

### Singoli
Il 3 maggio 2024 è stato pubblicato Frutta malinconia come primo estratto dall'album.
Il secondo singolo estratto dall'album, Vengo a fidarmi di te, è uscito il 3 gennaio 2025.
Il 12 febbraio 2025 è stato pubblicato il terzo estratto dall'album, Viva la vita, in concomitanza alla partecipazione del cantautore al 75º Festival di Sanremo.
Il quarto singolo estratto dall'album è stato Così come mi viene, pubblicato il 16 maggio 2025.

### Tour
Per promuovere il disco, il cantautore è stato impegnato in tour che l'hanno visto esibirsi in vari festival musicali e nei club italiani ed europei: il Dalla tua parte tour 2025 (nei mesi di marzo, aprile e da ottobre a dicembre 2025) e il Dalla tua parte Summer tour (nei mesi di luglio e agosto 2025).

## Tracce
1. Vengo a fidarmi di te – 3:27 (testo: Fabio Ilacqua – musica: Francesco Gabbani)
2. Viva la vita – 3:38 (testo: Francesco Gabbani, Claudio Gabelloni, Luigi De Crescenzo, Andrea Vittori – musica: Francesco Gabbani, Davide Simonetta, Giuseppe Zito, Luigi De Crescenzo)
3. Babele – 2:56 (Fabio Ilacqua)
4. La leggerezza – 3:13 (Francesco Gabbani, Andrea Vittori, Filippo Gabbani, Fabrizio Degl'Innocenti)
5. Pensieri – 3:11 (testo: Francesco Gabbani, Michele Bitossi, Giuseppe Rinaldi – musica: Francesco Gabbani, Alessandro Bavo, Giuseppe Rinaldi, Michele Bitossi)
6. Al di là – 3:39 (Francesco Gabbani, Luigi De Crescenzo)
7. Così come mi viene – 3:38 (testo: Francesco Gabbani, Luigi De Crescenzo – musica: Francesco Gabbani, Gabriel Rossi, Lorenzo Pablo Santarelli, Luigi De Crescenzo, Marco Salvaderi, Matteo Cantaluppi)
8. Frutta malinconia – 3:03 (testo: Francesco Gabbani, Filippo Gabbani, Carlo Rossi, Luigi De Crescenzo – musica: Francesco Gabbani, Filippo Gabbani, Fabrizio Degl'Innocenti, Edoardo Vianello)
9. Tutti tutto – 3:36 (Francesco Gabbani)
10. Modigliani – 3:21 (Francesco Gabbani, Claudio Gabelloni)

Traccia esclusiva dell'edizione CD Maxi
1. Buttalo via – 4:05 (Francesco Gabbani)

## Classifiche
| Classifica (2025) | Posizione massima |
| ----------------- | ----------------- |
| Italia            | 2                 |